# Худ, Билли
Уи́льям Худ (англ. William Hood), более известный как Би́лли Худ (англ. Billy Hood) — английский футболист, выступавший на позиции нападающего.

## Футбольная карьера
Родился в Аштоне в 1873 году. В 1891 году стал игроком клуба «Ньютон Хит» из Манчестера. Его дебют в основном составе «язычников» состоялся 1 октября 1892 года в матче Первого дивизиона против «Вест Бромвич Альбион». Провёл в составе клуба три сезона (1891/92, 1892/93 и 1893/94), сыграв за это время 38 матчей и забив 6 голов. В июне 1894 года покинул клуб, после чего стал игроком клуба «Стейлибридж Роверс».